# Trigonopterus siamensis
Trigonopterus siamensis – gatunek chrząszcza z rodziny ryjkowcowatych i podrodziny krytoryjków.
Gatunek ten opisany został po raz pierwszy w 2022 roku przez Alexandra Riedela na łamach „ZooKeys”. Jako miejsce typowe wskazano zachodni brzeg wyspy Ko Chang należącej do Tajlandii. Epitet gatunkowy pochodzi od miejsca typowego.
Chrząszcz o ciele długości 3,2 mm, wysklepionym, w zarysie prawie rombowatym z wyraźnym przewężeniem między przedpleczem a pokrywami, ubarwionym czarno z jasnordzawymi czułkami oraz ciemnordzawymi odnóżami i pokrywami. Ryjek zaopatrzony jest w listewkę środkową i parę listewek przyśrodkowych. Epistom zaopatrzony jest w kanciastą listewkę poprzeczną. Przedplecze jest gęsto i grubo punktowane, siateczkowane oraz słabo mikrosiateczkowane. Pokrywy mają wyraźne, głębokie rzędy z grubymi punktami, żeberkowate, mikrosiateczkowane, miejscami punktowane międzyrzędy oraz rozdęte, na boki niemal kanciasto wystające barki. Tylna para odnóży ma na udach ząbkowaną listewkę grzbietowo-tylną  oraz przedwierzchołkową łatkę strydulacyjną. Genitalia samca mają prącie o prawie równoległych bokach i prawie kanciastym szczycie, biczykowaty aparat przenoszący oraz przewód wytryskowy bez bulbusa.
Owad orientalny, endemiczny dla wyspy Ko Chang.